# DCDC2
DCDC2 (англ. Doublecortin domain containing 2) – білок, який кодується однойменним геном, розташованим у людей на короткому плечі 6-ї хромосоми. Довжина поліпептидного ланцюга білка становить 476 амінокислот, а молекулярна маса — 52 834.
| 10         |  | 20         |  | 30         |  | 40         |  | 50         |
| ---------- |  | ---------- |  | ---------- |  | ---------- |  | ---------- |
| MSGSSARSSH |  | LSQPVVKSVL |  | VYRNGDPFYA |  | GRRVVIHEKK |  | VSSFEVFLKE |
| VTGGVQAPFG |  | AVRNIYTPRT |  | GHRIRKLDQI |  | QSGGNYVAGG |  | QEAFKKLNYL |
| DIGEIKKRPM |  | EVVNTEVKPV |  | IHSRINVSAR |  | FRKPLQEPCT |  | IFLIANGDLI |
| NPASRLLIPR |  | KTLNQWDHVL |  | QMVTEKITLR |  | SGAVHRLYTL |  | EGKLVESGAE |
| LENGQFYVAV |  | GRDKFKKLPY |  | SELLFDKSTM |  | RRPFGQKASS |  | LPPIVGSRKS |
| KGSGNDRHSK |  | STVGSSDNSS |  | PQPLKRKGKK |  | EDVNSEKLTK |  | LKQNVKLKNS |
| QETIPNSDEG |  | IFKAGAERSE |  | TRGAAEVQED |  | EDTQVEVPVD |  | QRPAEIVDEE |
| EDGEKANKDA |  | EQKEDFSGMN |  | GDLEEEGGRE |  | ATDAPEQVEE |  | ILDHSEQQAR |
| PARVNGGTDE |  | ENGEELQQVN |  | NELQLVLDKE |  | RKSQGAGSGQ |  | DEADVDPQRP |
| PRPEVKITSP |  | EENENNQQNK |  | DYAAVA     |  |            |  |            |

A: Аланін

C: Цистеїн

D: Аспарагінова кислота

E: Глутамінова кислота

F: Фенілаланін

G: Гліцин

H: Гістидин

I: Ізолейцин

K: Лізин

L: Лейцин

M: Метіонін

N: Аспарагін

P: Пролін

Q: Глутамін

R: Аргінін

S: Серин

T: Треонін

V: Валін

W: Триптофан

Кодований геном білок за функцією належить до фосфопротеїнів. 
Задіяний у таких біологічних процесах, як біогенез та деградація війок, нейрогенез, альтернативний сплайсинг. 
Локалізований у цитоплазмі, цитоскелеті, клітинних відростках.